# Ixora imitans
Ixora imitans är en måreväxtart som beskrevs av Cornelis Eliza Bertus Bremekamp. Ixora imitans ingår i släktet Ixora och familjen måreväxter. Inga underarter finns listade i Catalogue of Life.